# Pontonins

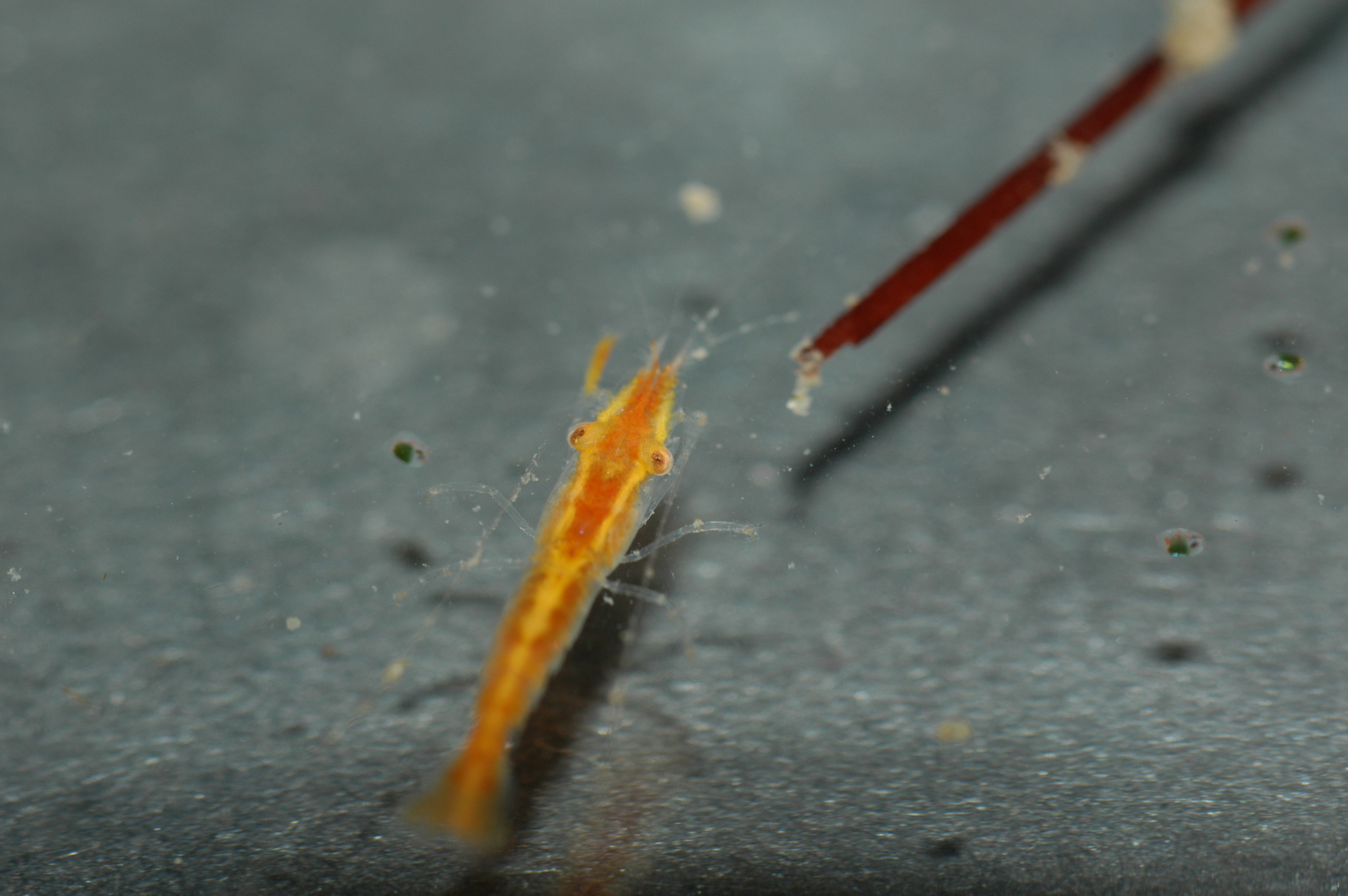
Tuleariocaris neglecta.

Els pontonins (Pontoniinae) són una subfamília de crustacis decàpodes carideus i sinònim de Palaemonidae, segons WoRMS.

## Sistemàtica
Segons el Sistema Integrat d'Informació Taxonòmica conté 70 gèneres:
- Allopontia Bruce, 1972
- Altopontonia Bruce, 1990
- Amphipontonia Bruce, 1991
- Anapontonia Bruce, 1966
- Anchistus Borradaile, 1898
- Apopontonia Bruce, 1976
- Araiopontonia Fujino and Miyake, 1970
- Balssia Kemp, 1922
- Carinopontonia Bruce, 1988
- Chacella Bruce, 1986
- Chernocaris Johnson, 1967
- Conchodytes Peters, 1852
- Coralliocaris Stimpson, 1860
- Coutierea Nobili, 1901
- Ctenopontonia Bruce, 1979
- Dasella Lebour, 1945
- Dasycaris Kemp, 1922
- Diapontonia Bruce, 1986
- Epipontonia Bruce, 1977
- Eupontonia Bruce, 1971
- Exopontonia Bruce, 1988
- Fennera Holthuis, 1951
- Hamiger Borradaile, 1916
- Hamodactyloides Fujino, 1973
- Hamodactylus Holthuis, 1952
- Hamopontonia Bruce, 1970
- Harpiliopsis Borradaile, 1917
- Ischnopontonia Bruce, 1966
- Isopontonia Bruce, 1982
- Jocaste Holthuis, 1952
- Lipkebe Chace, 1969
- Mesopotonia Bruce, 1967
- Metapotonia Bruce, 1967
- Miopotonia Bruce, 1985
- Neoanchistus Bruce, 1975
- Neopontonides Holthuis, 1951
- Notopontonia Bruce, 1991
- Onycocaridella Bruce, 1981
- Onycocaridites Bruce, 1987
- Onycocaris Nobili, 1904
- Orthopontonia Bruce, 1982
- Palaemonella Dana, 1852
- Paraclimenaeus Bruce, 1988
- Paranchistus Holthuis, 1952
- Parapontonia Bruce, 1968
- Paratypton Balss, 1914
- Periclimenaeus Borradaile, 1915
- Periclimenes Costa, 1844
- Pericliminoides Bruce, 1990
- Philarius Holthuis, 1952
- Platycaris Holthuis, 1952
- Platypontonia Bruce, 1968
- Plesiopontonia Bruce, 1985
- Pliopontonia Bruce, 1973 [
- Pontonia Latreille, 1829
- Pontonides Borradaile, 1917
- Pontoniopsis Borradaile, 1915
- Propontonia Bruce, 1969
- Pseudocoutierea Holthuis, 1951
- Pseudopontonides Heard, 1986
- Stegopontonia Nobili, 1906
- Tectopontonia Bruce, 1973
- Thaumastocaris Kemp, 1922
- Tuleariocaris Hipeau-Jacquotte, 1965
- Typton O. G. Costa, 1844
- Veleronia Holthuis, 1951
- Veleroniopsis Gore, 1981
- Vir Holthuis, 1952
- Waldola Holthuis, 1951
- Zenopontonia Bruce, 1975